# Gare de Langerbrugge
La gare de Langerbrugge est une ancienne gare ferroviaire belge de la ligne 55, de Gand à Terneuzen située à Langerbrugge (nl), section de la commune d'Evergem, dans la province de Flandre-Orientale en Région flamande.
Mise en service en 1865 sur le chemin de fer concédé de Gand à Terneuzen, elle perd ses trains de voyageurs en 1961. Les voies sont utilisées pour accéder aux industries voisines.

## Situation ferroviaire
Établie à 3 m d'altitude, la gare de Langerbrugge est située au point kilométrique (PK) 12.1 de la ligne 55 de Wondelgem (Gand) à Zelzate (frontière) en direction de Terneuzen, se trouvant entre la bifurcation du Ringvaart et la halte de Doornzele. Avec le changement de tracé de 2002, elle se retrouve sur la nouvelle ligne 55A, de Y Ringvaart à Langerbrugge (usine Kronos).

## Histoire
La station de Langerbrugge est mise en service le 20 décembre 1865 par la Compagnie du chemin de fer de Gand à Terneuzen, lorsqu'elle ouvre à l'exploitation la section de Wondelgem à Zelzate. La ligne est aussi exploitée par des trains de voyageurs à partir du 1er janvier 1866.
Les trains de voyageurs passant par Langerbrugge sont supprimés le 11 septembre 1961.
De part et d'autre de la gare, de nombreuses industries sont créées au XXe siècle générant un riche trafic marchandises (papeterie, pétrochimie, matériaux de construction, etc.). La centrale électrique de Langerbrugge (nl) sera approvisionnée en charbon par train jusqu'à sa conversion au gaz naturel. Le bâtiment vide est désormais classé.
Le trafic des marchandises de détail se réduisant, la cour aux marchandises de la gare de Langerbrugge ferme en 1987. Le bâtiment est par la suite désaffecté. Il est classé comme monument depuis 2004.
En 2002, le creusement d'un grand bassin accessible aux navires de haute mer entre Langerbrugge et Ertvelde pousse la SNCB à remplacer le tracé d'origine de la ligne par une déviation établie le long de la route R4. La section de ligne entre le pont sur le Ringvaart et les usines à la sortie de Langerbrugge est conservée pour la desserte des clients raccordés et comme tiroir d'accès à la ligne industrielle 217.

## Patrimoine ferroviaire
Le bâtiment des recettes, classé depuis 2004, est avec celui de la gare d'Ertvelde le seul bâtiment d'origine de la ligne Gand-Terneuzen à avoir été conservé.
À l'origine, les gares d'Ertvelde et Langerbrugge étaient identiques avec une aile de trois travées encadrée par deux pavillons sans étage à la toiture transversale pourvue d'une lucarne de part et d'autre. L'aile centrale, plus étroite côté voies, se trouve sous une toiture débordante formant une marquise de quai revêtue d'un bardage en bois.
Le pavillon de droite a été surhaussé d'un étage et la lucarne a cédé la place à un véritable pignon transversal sous toiture à deux versants. Plus tard, la toiture du pavillon opposé a été arasée et englobée à celle de l'aile tandis que le pavillon de droite a été prolongé par une extension à étage de deux travées, perdant son pignon côté rue, d'où une disposition en « L ».

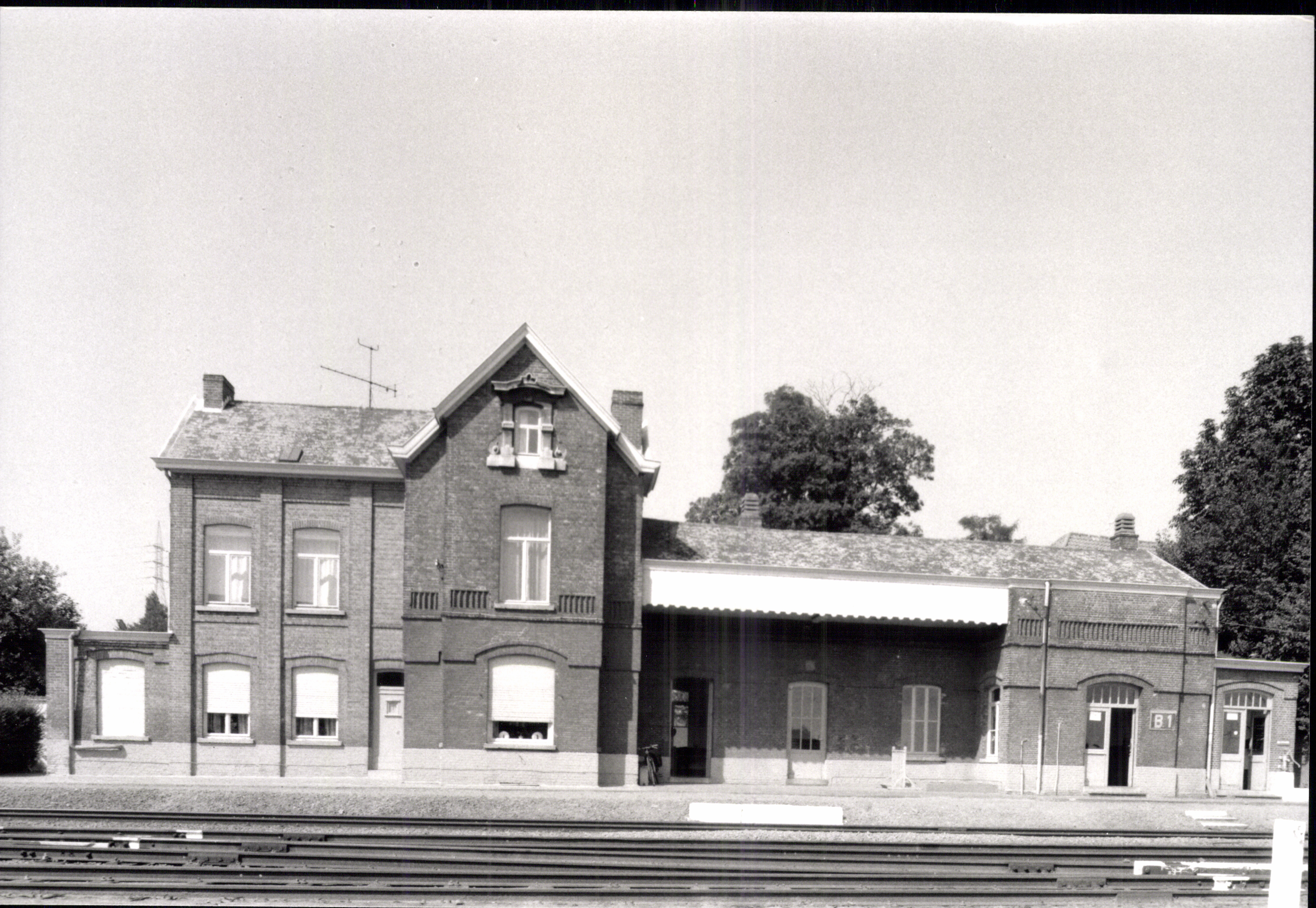
Bâtiment de la gare en 1991.
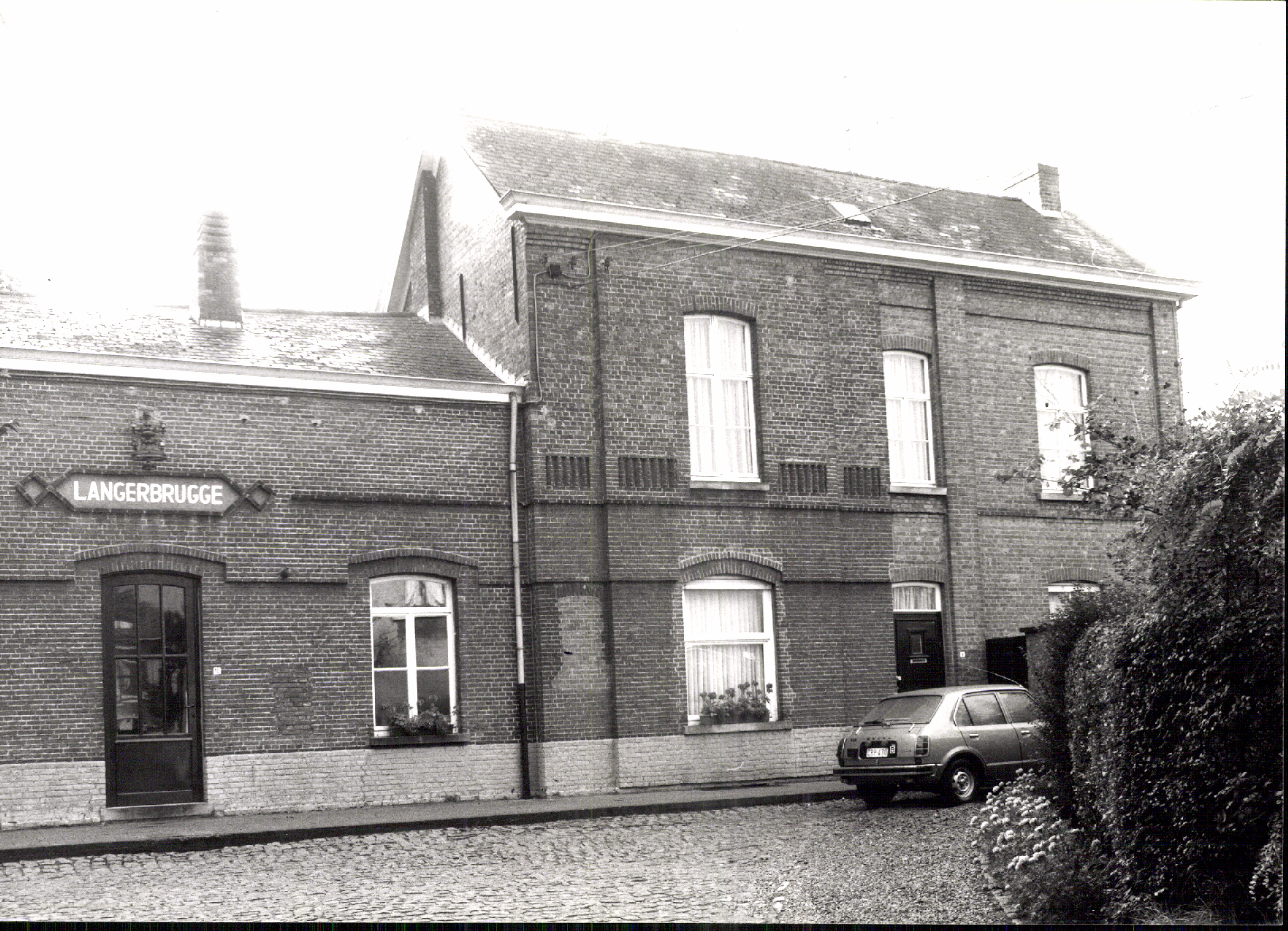
Côté rue.
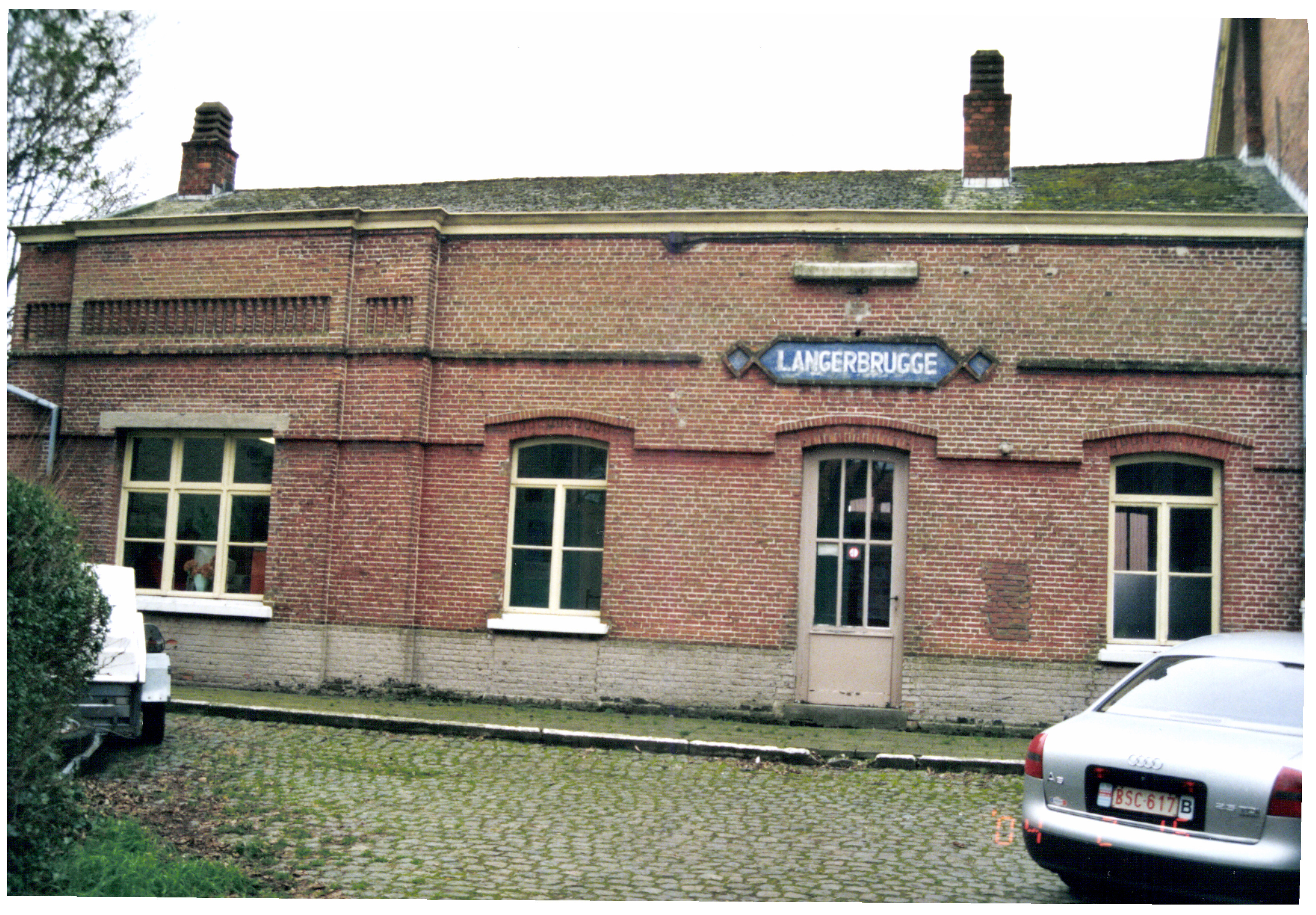
Aile des voyageurs.
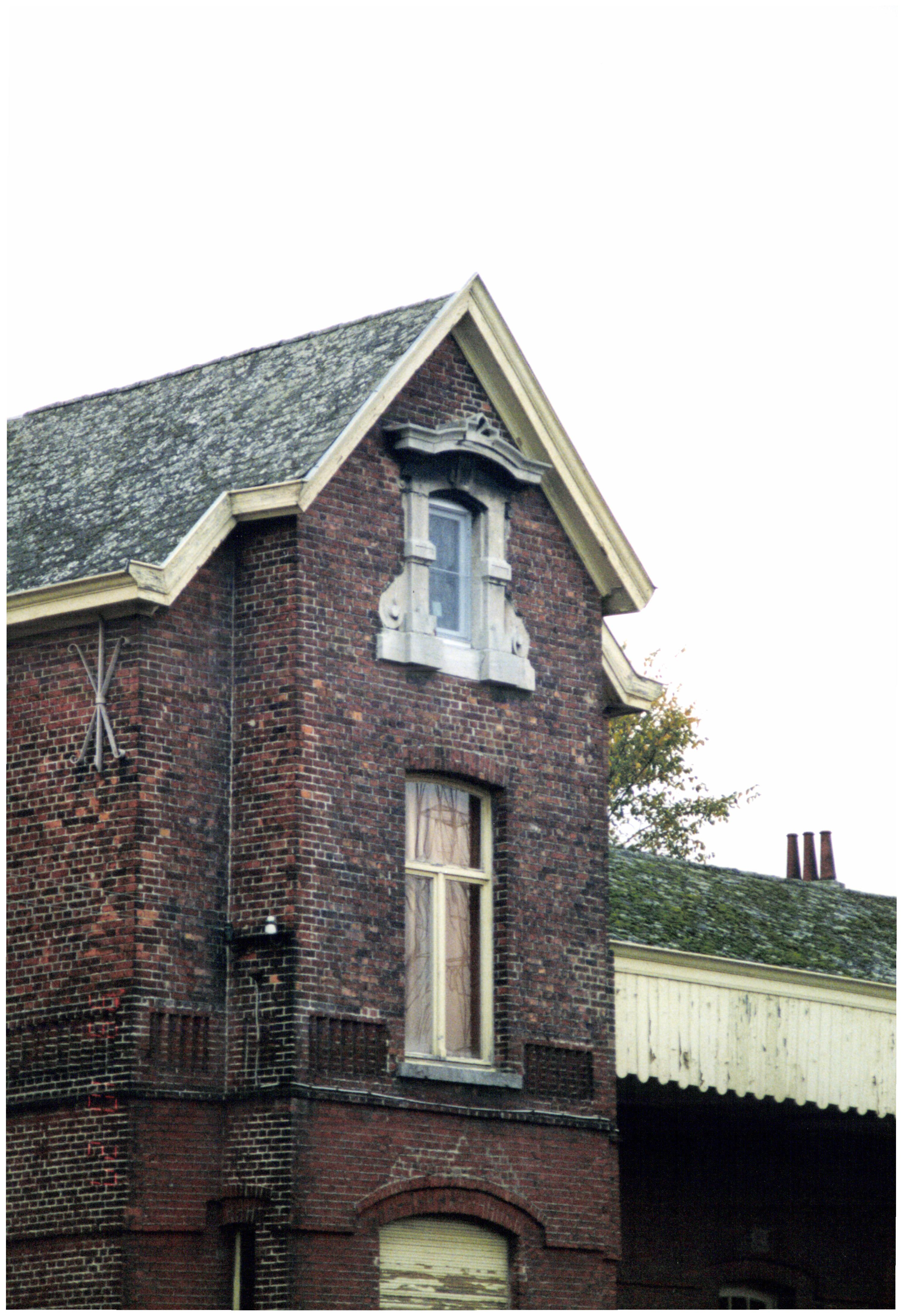
Pignon côté voies.
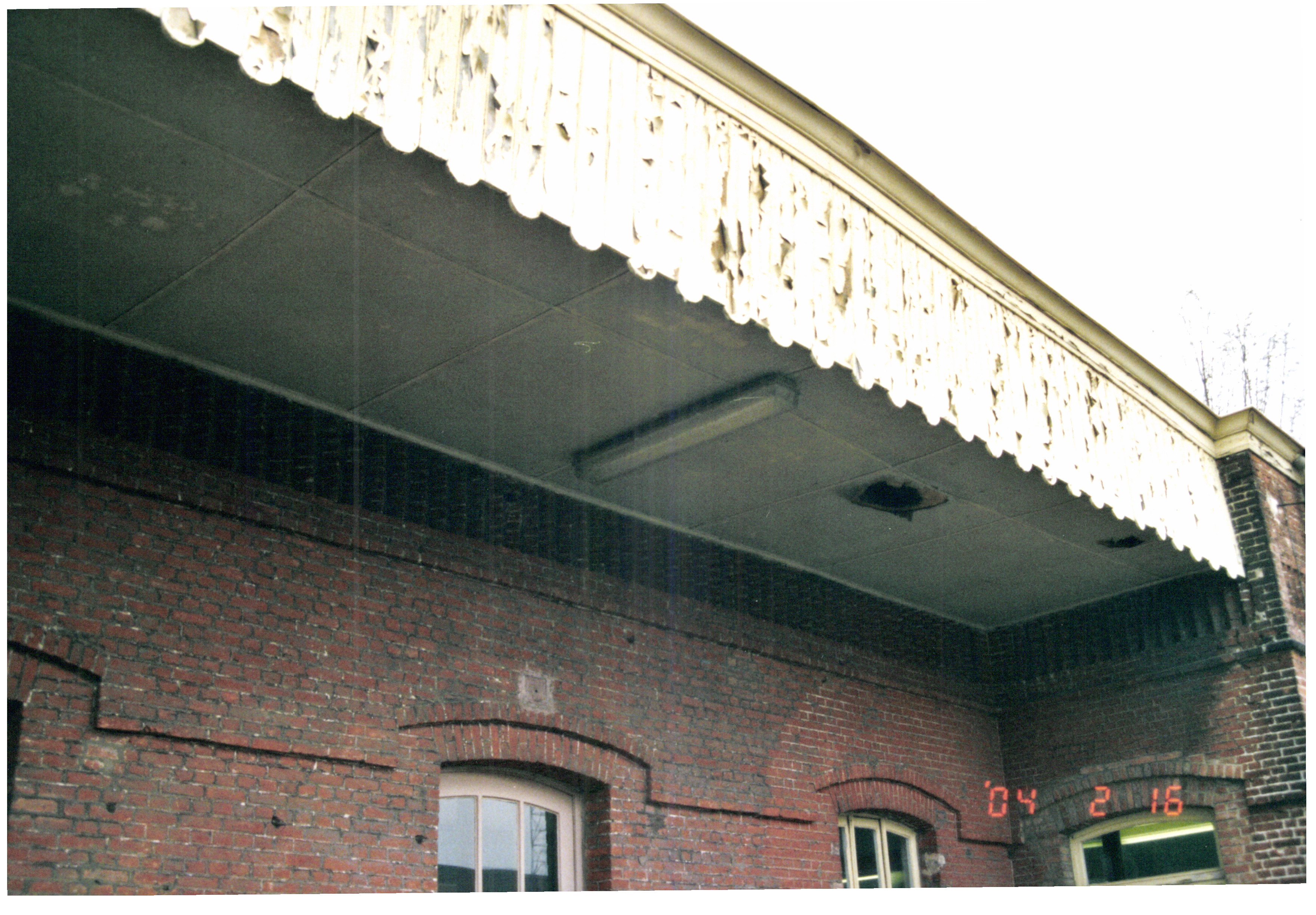
Bardage de la marquise.

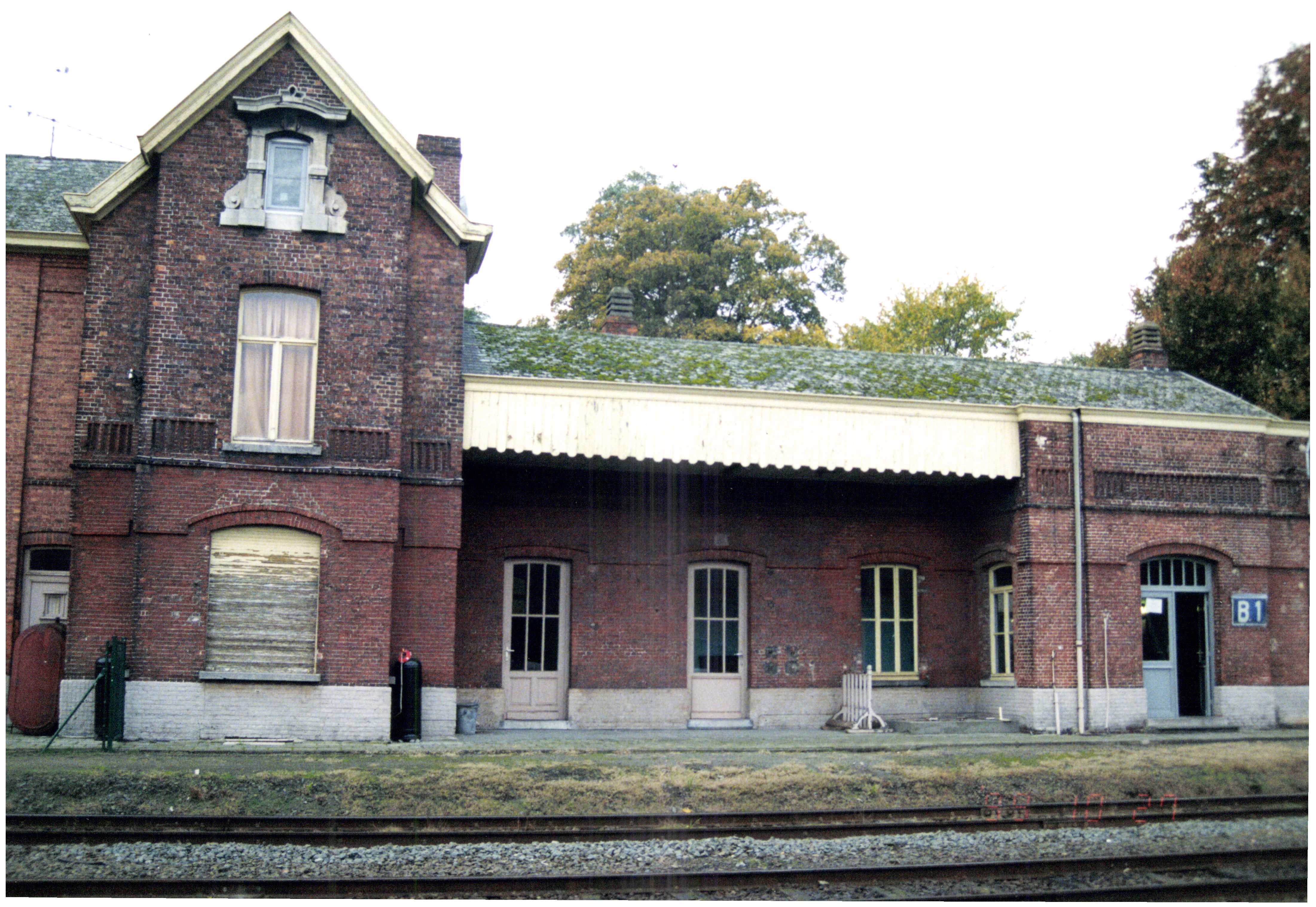
Côté quai en 1999.
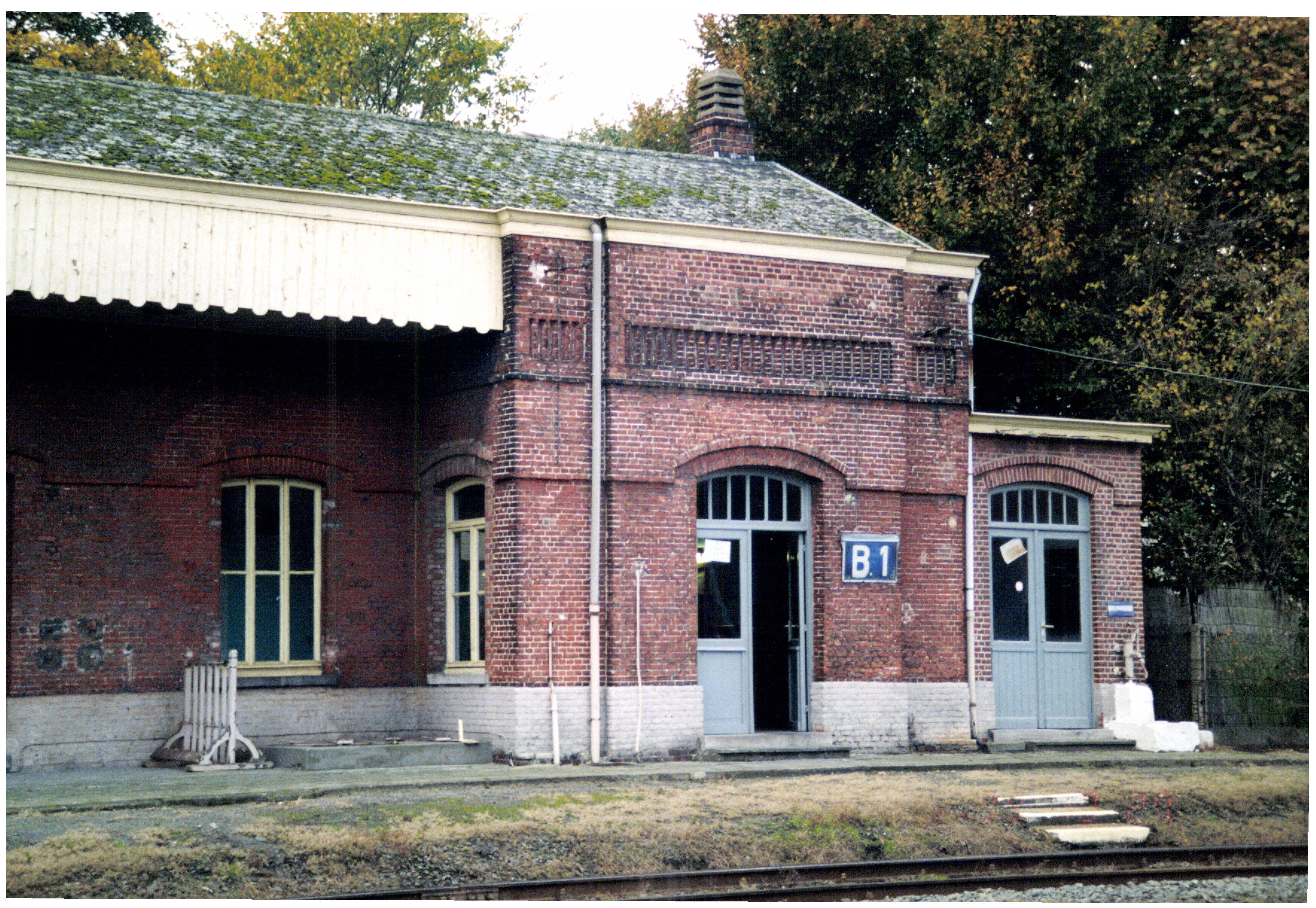
Ancien pavillon de gauche.
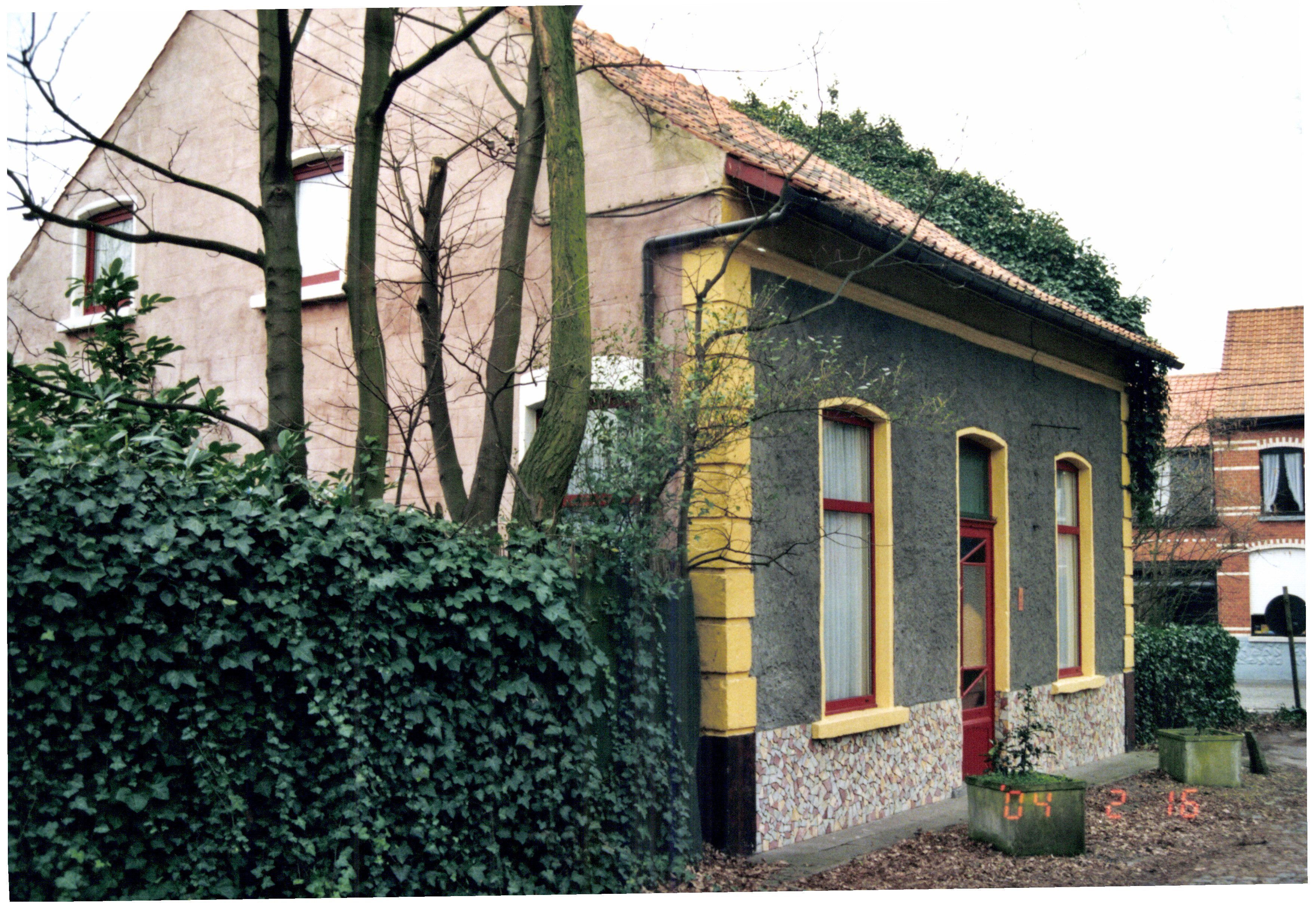
Ancienne annexe.
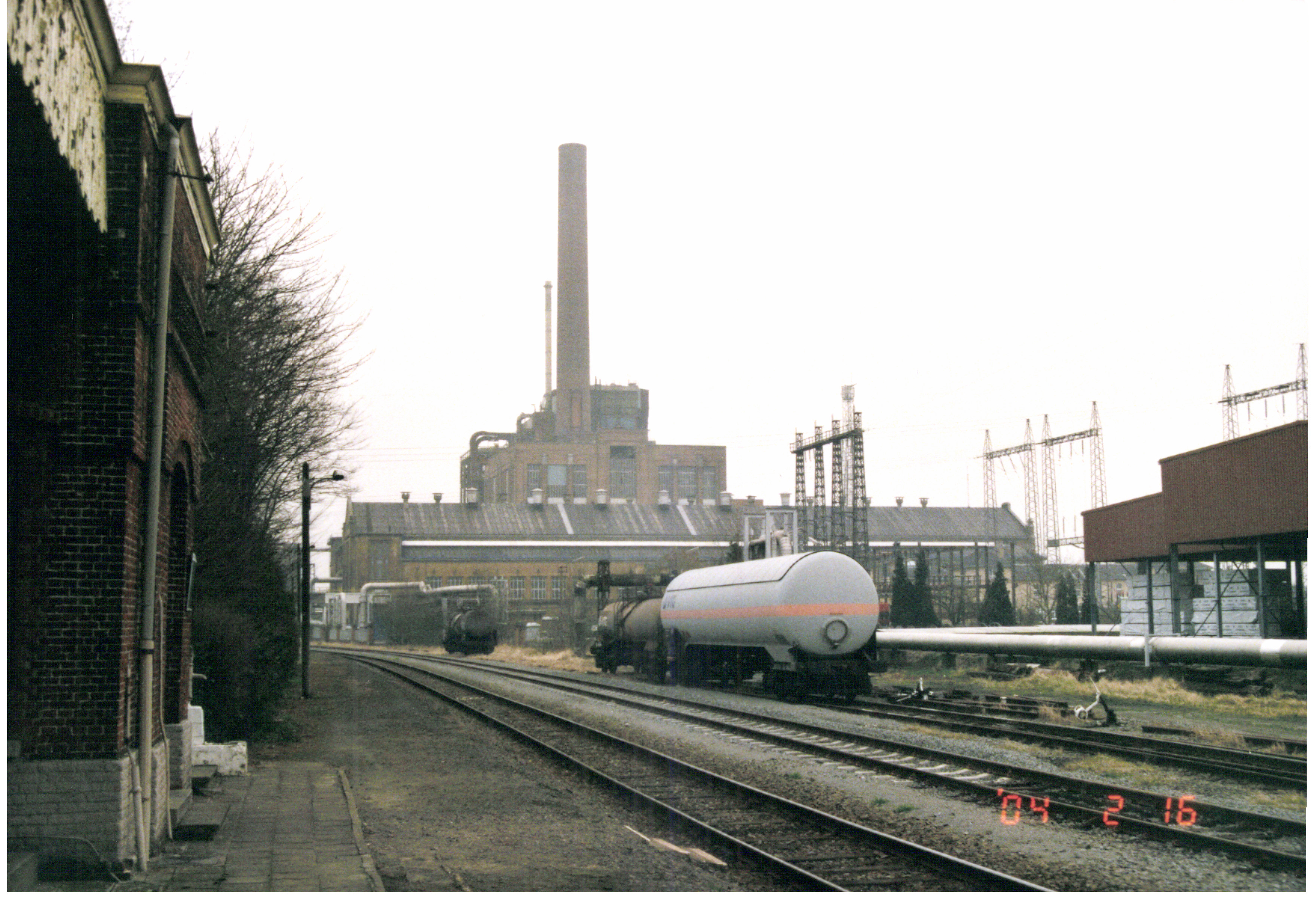
Centrale électrique, vue depuis la gare.